# Éditions de Montsouris
 (septembre 2024).
Si vous disposez d'ouvrages ou d'articles de référence ou si vous connaissez des sites web de qualité traitant du thème abordé ici, merci de compléter l'article en donnant les références utiles à sa vérifiabilité et en les liant à la section « Notes et références ».
Les Éditions de Montsouris étaient  une maison d'édition française créée à la fin du XIXe siècle dont les romans-feuilletons connurent un important succès.
La société a été placée en liquidation judiciaire le 30 juillet 1996 et radiée du registre du commerce le 1er décembre 2003.

## Historique
En 1965, les Éditions de Montsouris publiaient encore, et avec un grand succès, des revues comme : 
l'Écho de la Mode, Rustica, Mon Ouvrage Madame, Lisette, Pierrot, 4 saisons, Mes romans et Coq Hardi.
Dix ans plus tard tout avait disparu, en même temps qu'était engloutie la société pour laquelle cette presse avait été faite. En 1880, quand Charles Huon de Penanster lança Le Petit Écho de la mode, il s'adressait à un public en pleine expansion : les mères de famille qui savaient lire et qui disposaient d'un peu de temps pour se distraire mais non pour jouer à madame Bovary. C'est la suite de cette révolution silencieuse que Michelet avait remarqué en 1842 avec la baisse vertigineuse du prix des tissus :
« Grande est l'ambition de la femme pour le ménage, le vêtement, le linge. Ce dernier article est nouveau ; l'armoire au linge qui fait l'orgueil de la femme de campagne était inconnue à celle de l'ouvrier des villes, avant la révolution industrielle dont j'ai parlé. Propreté, pureté, pudeur, ces grâces de la femme, enchantèrent la maison ; le lit s'enveloppa de rideaux, le berceau de l'enfant, éblouissant de blancheur, devint un paradis. Le tout taillé, cousu en quelques veilles... Ajoutez-y encore une fleur sur la croisée. Quelle surprise ! l'homme, au retour, ne reconnaît plus sa maison.
Ce goût des fleurs qui s'est répandu (il y en a maintenant ici plusieurs marchés), ces petites dépenses pour orner l'intérieur, ne sont-elles pas regrettables, quand on ne sait jamais si l'on a du travail demain ? - Ne dites pas dépenses, dites économie. C'en est une bien grande, si l'innocente séduction de la femme rend cette maison charmante à l'homme, et peut l'y retenir. Parons, je vous prie, la maison et la femme elle-même. Quelques aunes d'indienne refont une autre femme, la voilà redevenue jeune et renouvelée. »
C'est une autre révolution qui a lieu quarante ans plus tard avec l'apparition de la presse féminine destinée à la femme au foyer. Il est caractéristique que le tirage passe de 5 000 à 100 000 exemplaires après l'insertion d'un roman-feuilleton : ce n'est pas un gros livre qui pourrait tenter la ménagère aux dépens de son travail, et en même temps, imprimé sur pages détachables et reliables, il pourra être conservé voire prêté. En 1893, après l'encartage d'un patron gratuit, c'est un bond de plus de 200 000 exemplaires. Le patron gratuit compensant le remords qu'on avait en dépensant pour la revue.

## Collections
- Collection Printemps
- Collection Stella
- Collection Dauphine
- Pierrot
- Lisette
- Fatala
- Collection Pratique